# Poste de péage et de pesage de Sirarou
Pour un article plus général, voir Péages et pesages au Bénin.

Le Poste de péage et de pesage de Sirarou est une infrastructure routière du réseau routier national du Bénin.

## Histoire
Le poste est le 14 janvier 2008 par le gouvernement du président Boni Yayi pour assurer une récupération partielle des coûts auprès des usagers afin d’accroître les ressources du Fonds Routier.

### Localisation
Situé l'axe routier Parakou-Malanville dans la commune de N'Dali dans le département du Borgou, il fait partie des 10 postes de péage et de pesage dont dispose le réseau routier béninois en 2020.
| N'Dali Sirarou Parakou |